# Oedaleosia nigricosta
Oedaleosia nigricosta là một loài bướm đêm thuộc phân họ Arctiinae, họ Erebidae.